# Lumshedens kapell
Lumshedens kapell ligger i Lumsheden i Falu kommun, på gränsen mellan Dalarna och Gästrikland. Kapellet hör till Svärdsjö-Envikens pastorat.

## Kapellet
Lumshedens kapell byggdes troligen omkring år 1926 tillsammans med den intilliggande fristående klockstapeln. Då användes kapellet endast som begravningskapell, men sedan början av 2000-talet används kapellet även för gudstjänster. Kapellet består av ett långhus med östvästlig orientering och har ingång vid västra kortsidan.